# Nuevo Nueve
Nuevo Nueve Editores és una editorial espanyola de còmic, especialitzada en novel·la gràfica i obres infantils i juvenils. Va ser fundada el 2019 i té la seva seu a Madrid.

## Història
Nuevo Nueve va ser fundada per Ricardo Esteban, que anteriorment havia estat el creador i editor en cap de l'editorial Dibbuks. A l'abril de 2019 va abandonar l'editorial per discrepàncies amb Malpaso, màxim accionista de Dibbuks des de 2016, i va decidir muntar una nova editorial independent de novel·la gràfica.
Les primeres obres de Nuevo Nueve van sortir a la venda al setembre de 2019. El nom triat per a l'editorial fa referència a l'aniversari del fundador i al concepte del còmic com a «novè art». Des de la seva posada en marxa s'ha centrat en còmic infantil i juvenil, novel·la gràfica i llibres il·lustrats. Si bé una part del seu catàleg són àlbums d'autors francobelgues i italians, també ha publicat nombroses obres d'autors espanyols com Miguel Ángel Martín, Juan Berrio, El Torres i Paco Sordo, entre d'altres.